# 4185 Phystech
Phystech (asteroide 4185) é um asteroide da cintura principal, a 2,0016784 UA. Possui uma excentricidade de 0,097382 e um período orbital de 1 206,21 dias (3,3 anos).
Phystech tem uma velocidade orbital média de 20,00081041 km/s e uma inclinação de 2,23206º.
Este asteroide foi descoberto em 4 de Março de 1975 por Tamara Smirnova.